# Nitscha
Nitscha est une ancienne commune autrichienne du district de Weiz en Styrie.